# 井上恵介
井上 恵介（いのうえ けいすけ）は、日本の陶芸家。神奈川県三浦市に築窯し製作活動をしている。母は女優の馬渕晴子（2012年死別）。父は井上孝雄（1994年死別）

## 経歴
東京都世田谷区出身。元来、ものづくりに興味があったという。
1990年に築窯。
1992年、伝統工芸新作展への入選をはじめとし、第14回日本陶芸展入選、第34回全陶展入賞など多数。
植物から着想を得て樹皮を模した紋様が特徴とされる。陶芸の傍、土に着目して自然栽培農家としても活動している。